# Тёмные аллеи
«Тёмные алле́и» — цикл рассказов Ивана Бунина, писавшийся им в эмиграции с 1937 по 1944 годы. Многие рассказы были написаны во время Второй мировой войны на юге Франции в городе Грасе, в очень стеснённых условиях вишистского режима. Сам автор называл «Тёмные аллеи» своим лучшим произведением.

## Содержание цикла

### Часть I
- Тёмные аллеи (20 октября 1938) опубл. в изд. «Новая земля», Нью-Йорк, 1943 год.

Рассказ (как и весь цикл) получил своё название от двух строк стихотворения Николая Огарёва «Обыкновенная повесть»: «Вблизи шиповник алый цвёл / Стояла тёмных лип аллея…». «Шиповник» — альтернативное название цикла, которому сам Бунин отдавал предпочтение.
- Кавказ (13 ноября 1937) опубл. в газ. «Последние новости», Париж, 1937, № 6077, 14 ноября.

Бунин говорит в заметках «Происхождение моих рассказов»: «Написал этот рассказ, вспомнив, как однажды — лет сорок тому назад — уезжал из Москвы по Брянской дороге с женой одного офицера, с которой был в связи и которую он провожал на Брянском вокзале в Киев, к её родителям, не зная, что я уже сижу в поезде, еду с ней до Тихоновой пустыни. Это была очаровательная, веселая, молоденькая, хорошенькая женщина с ямочками на щеках при улыбке, решительно ничем не похожая на ту, что написана в „Кавказе“, сплошь, кроме воспоминания о вокзале, выдуманном; на Кавказском побережье я тоже никогда не был, — был только в Новороссийске и в Батуме, видел прочее побережье только с парохода». «А муж её вполне мог застрелиться именно так, как в рассказе, если бы узнал про её измену».
- Баллада (3 февраля 1938) опубл. в газ. «Последние новости», Париж, 1938, № 6175, 20 февраля.

В заметках «Происхождение моих рассказов» Бунин пишет, что из его «писаний» некоторые ему «особенно дороги, кажутся особенно восхитительны — и вот „Баллада“ в числе таких. А меж тем написать его, как и многие другие рассказы… побудила меня нужда в деньгах… Бог дал быстро выдумать нечто совершенно прекрасное (с вымышленной странницей Машенькой, главной прелестью рассказа, с её дивным ночным бдением, дивной речью)» (Бунин, т. 9, с. 371—372). По словам Бунина, «„Баллада“ выдумана вся, от слова до слова — и сразу, в один час: как-то проснулся в Париже с мыслью, что непременно надо что-нибудь <дать> в „Последние новости“, должен там; выпил кофе, сел за стол — и вдруг ни с того ни с сего стал писать, сам не зная, что будет дальше. А рассказ чудесный».
- Степа (5 октября 1938) опубл. в газ. «Последние новости», Париж, 1938, № 6419, 23 октября.

О возникновении замысла этого рассказа Бунин писал: «Представилось почему-то, что еду на беговых дрожках от имения брата Евгения (на границе Тульской губернии) за семь верст на станцию „Боборыкино“ в проливной дождь. Затем — сумерки, постоялый двор купца Алисова (молодого и бездетного) и какой-то человек, остановившийся возле этого постоялого двора и на крыльце счищающий кнутовищем грязь с высоких сапог. Все остальное как-то само собой сложилось — неожиданно». Бунин говорит, что ему хотелось как-то кончить «это неожиданное страшное и блаженное событие в полудетской жизни… милой, жалкой девочки, столь чудесно и тоже совсем неожиданно выдуманной, но чувствовал, что непременно надо кончить как-то хорошо, пронзительно, — и вдруг, не думая, посчастливилось кончить именно так».
- Муза (17 октября 1938) опубл. в газ. «Последние новости», Париж, 1938, № 6426, 30 октября.

Бунин писал: «Верстах в трех от нашей усадьбы, в сельце Озерки, в Елецком уезде, при большой дороге в Елец, было имение, принадлежавшее когда-то моей матери, потом помещику Логофету, а в моей юности его нищему сыну, пьянице, рыжему, тощему. Я изредка бывал у него, был однажды лунным зимним вечером, в доме, освещенном только луною, почему-то, — это всегда бывает неизвестно почему, — вспоминал иногда какой-то момент этого вечера и все хотел что-то присочинить к нему, вставить его в какой-то рассказ, который все не выдумывался. Все это вспомнилось мне однажды, в конце октября тридцать восьмого года в Beausoleil (над Монте-Карло), и вдруг пришел в голову и сюжет „Музы“ — как и почему, совершенно не понимаю: тут тоже все сплошь выдумано, — кроме того, что я когда-то часто и подолгу жил в Москве на Арбате в номерах „Столица“, а в юности был в зимний вечер у Логофета». «Вспомнилась гостиница „Столица“ на Арбате, в которой я не раз и подолгу жил, неожиданно заменил в ней себя каким-то человеком, вздумавшим стать художником, и никак не могу вспомнить, почему, откуда взялась эта странная Муза Граф, — никогда подобной не встречал. Жизнь художника на даче, подмосковные дни и ночи там — некоторое подобие (гораздо более поэтическое действительности) того недолгого времени, когда я гостил на даче писателя Телешова». «А Завистовский тоже выдуман, — не выдумана только его усадьба, на самом деле принадлежавшая когда-то нашей матери…»
- Поздний час (19 октября 1938) опубл. в газ. «Последние новости», Париж, 1938, № 6467, 11 декабря.

Сюжет рассказа основан на воспоминании Бунина о встречах с В. В. Пащенко в городе Ельце. Отдельные подробности сюжета совпадают с фактами биографии Бунина. «Поздний час» написан после окончательного просмотра того, что я так нехорошо назвал «Ликой». Этот рассказ Бунин считал одним из лучших в книге «Тёмные аллеи» из числа тех, что были написаны до мая 1940 года; он писал: «Перечитал свои рассказы для новой книги. Лучше всего „Поздний час“, потом, может быть, „Степа“, „Баллада“».

### Часть II
- Руся (27 сентября 1940) опубл. в «Новый журнал», Нью-Йорк, 1942, № 1, апрель-май.
- Красавица (28 сентября 1940) опубл. в журн. «Новоселье», Нью-Йорк, 1946, № 26, апрель-май.

Первоначальное заглавие — «Мамин сундук».
- Дурочка (28 сентября 1940) опубл. в журн. «Новоселье», Нью-Йорк, 1946, № 26, апрель-май.

Первоначальное заглавие — «По улице мостовой».
- Антигона (2 октября 1940) опубл. в сборнике «Тёмные аллеи», Париж, 1946.
- Смарагд (3 октября 1940) опубл. в сборнике «Тёмные аллеи», Париж, 1946.
- Гость (3 октября 1940) опубл. в сборнике «Тёмные аллеи», Париж, 1946.

В рукописи рассказ озаглавлен «Паша» — по имени героини, которая в окончательной редакции текста именуется Сашей. В рукописи есть слова, исключенные потом автором из текста, — Адам Адамыч говорит: «А, да ты телом хоть куда! Даже розовая, нечто, знаешь, от фламандской школы» — и т. д. В окончательной редакции рассказа он называет её «фламандской Евой». Прототипом Адама Адамыча является Б. П. Шелихов, редактор газеты «Орловский вестник», в которой в молодости сотрудничал Бунин.
- Волки (7 октября 1940) опубл. в газ. «Новое русское слово», Нью-Йорк, 1942, № 10658, 26 апреля
- Визитные карточки (5 октября 1940) опубл. в сборнике «Тёмные аллеи», Париж, 1946.

Бунин называл этот рассказ «пронзительным». Он вспоминал: «В июне 1914 года мы с братом Юлием плыли по Волге от Саратова до Ярославля. И вот в первый же вечер, после ужина, когда брат гулял по палубе, а я сидел под окном нашей каюты, ко мне подошла какая-то милая, смущённая и невзрачная, небольшая, худенькая, ещё довольно молодая, но уже увядшая женщина и сказала, что она узнала по портретам, кто я, что „так счастлива“ видеть меня. Я попросил её присесть, стал расспрашивать, кто она, откуда, — не помню, что она отвечала, — что-то очень незначительное, уездное, — стал невольно и, конечно, без всякой цели любезничать с ней, но тут подошел брат, молча и неприязненно посмотрел на нас, она смутилась ещё больше, торопливо попрощалась со мной и ушла, а брат сказал мне: „Слышал, как ты распускал перья перед ней, — противно!“ Все это я почему-то вспомнил однажды четыре года тому назад осенью и тотчас…»
- Зойка и Валерия (13 октября 1940) опубл. в «Русский сборник», Париж, 1946.

В автографе есть строки, не вошедшие в окончательный текст, относящиеся к Зойке: «И она была совершенно лишена стыдливости — или скорее с инстинктивной хитростью делала вид, что не имеет её». О Титове в автографе сказано: «…так был он самоуверен, самодоволен, высок, красив, элегантно наряден, блестящ бельём и золотым пенсне».
- Таня (22 октября 1940) опубл. в сборнике «Тёмные аллеи», Париж, 1943.
- В Париже (26 октября 1940) опубл. в сборнике «Тёмные аллеи», Париж, 1943.
- Галя Ганская (28 октября 1940) опубл. в «Новый журнал», Нью-Йорк, 1946, № 13

Бунин придал герою рассказа некоторые черты своего друга, художника и писателя П. А. Нилуса (1869—1943); история Гали Ганской вымышленная. По поводу ханжеских придирок к рассказу Бунин писал 10 мая 1946 года М. А. Алданову: «„Галя“ без „эротики“ никуда не годится (…) Ах, уж эти болваны и лицемеры».
- Генрих (10 ноября 1940) опубл. в сборнике «Тёмные аллеи», Париж, 1946.

В героине рассказа изображена, по словам В. Н. Муромцевой-Буниной, журналистка и писательница Макс Ли; она писала «вместе с мужем романы, если не ошибаюсь, фамилия их Ковальские. Эти романы печатались в „Вестнике Европы“». Бунин считал этот рассказ своей творческой удачей; он записал в дневнике 11 ноября 1940 года: «Вчера поздно вечером кончил „Генрих“ (начал 6, писал 7 и 9) … „Генрих“ перечитал, кое-что черкая и вставляя, нынче утром. Кажется, так удалось, что побегал в волнении по площадке перед домом, когда кончил».
- Натали (4 апреля 1941) опубл. в «Новый журнал», Нью-Йорк, 1942, № 2
- Основная статья: Натали

О происхождении рассказа Бунин писал: «Мне как-то пришло в голову: вот Гоголь выдумал Чичикова, который ездит и скупает „мертвые души“, и так не выдумать ли мне молодого человека, который поехал на поиски любовных приключений? И сперва я думал, что это будет ряд довольно забавных историй. А вышло совсем, совсем другое…». В дневнике Бунин писал о «Натали»: «Никто не хочет верить, что в ней все от слова до слова выдумано, как и во всех почти моих рассказах, и прежних и теперешних. Да и сам на себя дивлюсь — как все это выдумалось — ну, хоть в „Натали“. И кажется, что уж больше не смогу так выдумывать и писать» (запись в дневнике 20 сентября 1942 г.).

### Часть III
- В одной знакомой улице (25 мая 1944) опубл. в газ. «Русские новости», Париж, 1945, № 26, 9 ноября.

В этой газете целая полоса была полностью посвящена 75-летию Ивана Бунина. В рассказе Бунин цитирует (неточно) отрывки из стихотворения Я. П. Полонского «Затворница».
- Речной трактир (27 октября 1943) опубл. в «Новый журнал», Нью-Йорк, 1945, № 1

Издание этого рассказа выпущено отдельной брошюрой в художественном оформлении М. В. Добужинского (1875—1957), в количестве одной тысячи нумерованных экземпляров. Бунин писал М. А. Алданову из Парижа 11 октября 1945 года: «За „роскошное“ издание „Речного трактира“ немножко стыжусь — в нём кое-что неплохо насчет Волги, вообще насчет „святой Руси“, но ведь все-таки это не лучший „перл“ в моей „короне“, хотя как раз этот „трактир“ принес мне много похвал (я читал его тут многим)». Оценка критики была иной. М. А. Алданов писал Бунину 26 декабря 1945 года о рассказах «Таня», «Натали», «Генрих» и др.: «…все решительно превосходно, никто так не напишет. Описание Волги в „Речном трактире“ и трактира — верх совершенства».
- Кума (25 сентября 1943) опубл. в сборнике «Тёмные аллеи», Париж, 1946.
- Начало (23 октября 1943) опубл. в сборнике «Тёмные аллеи», Париж, 1946.
- «Дубки» (30 октября 1943) опубл. в сборнике «Тёмные аллеи», Париж, 1946.
- Барышня Клара (17 апреля 1944) опубл. в сборнике «Тёмные аллеи», Париж, 1946.
- «Мадрид» (26 апреля 1944) опубл. в журн. «Новоселье», Нью-Йорк, 1945, № 21.

Бунин соглашался с теми, кто называл «Мадрид» и «Второй кофейник» «человеколюбивыми рассказами», и говорил при этом: «…пиша и про девочку в „Мадриде“, и про „Катьку, молчать!“, я то и дело умиленно смеялся, чувствовал нечто вроде приступа нежных, радостных слез» Об этих рассказах Бунин писал 1 октября 1945 г. С. Ю. Прегель: «…ведь и тут такая прелесть русской женской души; оба эти рассказа меня самого до сих пор трогают…» О них Бунин также писал М. А. Алданову 3 сентября 1945 г.: «…они так чисты, простодушны, „героини“ их, по-моему, просто очаровательны».
- Второй кофейник (30 апреля 1944) опубл. в журн. «Новоселье», Нью-Йорк, 1945, № 21.

В «Происхождении моих рассказов» Бунин писал: «Сплошь выдумано. Не раз думал написать нечто вроде „Записок художника“, в воображении мелькало то то, то другое, отрывочно. Мелькнуло как-то то, из чего выдумался „Кофейник“». В рассказе упоминаются реальные лица: русские художники — Г. Ф. Ярцев (1858—1918), К. А. Коровин (1861—1939), С. П. Кувшинникова (1847—1907), сестра Чехова, Ф. А. Малявин (1869—1940) — журналист, критик С. С. Голоушев (псевдоним Глаголь; 1855—1920) и певец Ф. И. Шаляпин.
- Железная Шерсть (1 мая 1944) опубл. в сборнике «Тёмные аллеи», Париж, 1946.

Рассказ основан на фольклоре. В русских народных сказках есть мотивы, напоминающие сюжет бунинского рассказа. В сказке «Звериное молоко» рассказывается о медведе Железная Шерсть, злом преследователе людей.
- Холодная осень (3 мая 1944) опубл. в газ. «Русские новости», Париж, 1945, № 1, 18 мая.

«Какая холодная осень!» — Бунин неточно приводит первые четыре строки из стихотворения без заглавия А. А. Фета. В рассказе отразилось впечатление, которое произвело на Бунина известие об убийстве Фердинанда. Бунин записал в дневнике 1 января 1945 года: «Очень самого трогает „Холодная осень“».
- Пароход «Саратов» (16 мая 1944) опубл. в сборнике «Тёмные аллеи», Париж, 1946.

Бунин написал рассказ за один вечер. Он отметил в дневнике 14 мая 1944 года: «Два с половиною часа ночи (значит, уже не четырнадцатое, а пятнадцатое мая). За вечер написал „Пароход Саратов“».
- Ворон (18 мая 1944) опубл. в газ. «Русские новости», Париж, 1945, № 33, 28 декабря.

Советский критик А. Тарасенков в предисловии к избранным произведениям Бунина (ГИХЛ, 1956, с. 20) упоминал этот рассказ среди лучших работ написанных Буниным в эмиграции. Позже Томас Брэдли в предисловии к изданию «Господин из Сан-Франциско и другие рассказы» (1963, Нью-Йорк, Вашингтон, Square Press, XIX, с. 264) утверждал, что лучшими рассказами писателя в 1930-40-х годах являются «Тёмные аллеи» и «Ворон».
- Камарг (23 мая 1944) опубл. в сборнике «Тёмные аллеи», Париж, 1946.
- Сто рупий (24 мая 1944) опубл. в сборнике «Тёмные аллеи», Париж, 1946.
- Месть (13 июня 1944) опубл. в «Новый журнал», Нью-Йорк, 1946, № 12
- Качели (10 апреля 1945) опубл. в газ. «Русские новости», Париж, 1945, № 26, 9 ноября
- Чистый понедельник (12 мая 1944) опубл. в «Новый журнал», Нью-Йорк, 1945, № 10

Бунин писал в дневнике с 8 на 9 мая 1944: «Час ночи. Встал из-за стола — осталось дописать несколько страниц „Чистого понедельника“. Погасил свет, открыл окно проветрить комнату — ни малейшего движения воздуха; полнолуние, вся долина в тончайшем тумане, далеко на горизонте нежный розовый блеск моря, тишина, мягкая свежесть молодой древесной зелени, кое-где щёлканье первых соловьёв… Господи, продли мои силы для моей одинокой, бедной жизни в этой красоте и работе!» В. Н. Муромцева-Бунина писала, что Иван Алексеевич считал, что в книге «Тёмные аллеи» "каждый рассказ написан «своим ритмом», в своём ключе, а про «Чистый понедельник» он написал на обрывке бумаги в одну из своих бессонных ночей, цитирую по памяти: «Благодарю бога, что он дал мне возможность написать „Чистый понедельник“»".
- Часовня (2 июля 1944) опубл. в сборнике «Тёмные аллеи», Париж, 1946.

В 1944 году Бунин закончил сборник «Тёмные аллеи». Во второе издание (Париж, 1946) вошло 38 рассказов. Позже, через девять лет, он дополнил сборник ещё двумя рассказами — «Весной, в Иудее» и «Ночлег». Но в таком виде опубликовать книгу не успел.
- Весной, в Иудее (1946) опубл. в газ. «Русские новости», Париж, 1946, № 49, 19 апреля.

Этот рассказ дал своё название последнему прижизненному сборнику Бунина, изданному в Нью-Йорке в 1953 году.
- Ночлег (23 марта 1949) опубл. в сборнике «Весной в Иудее. Роза Иерихона», Нью-Йорк, 1953

Первоначальное заглавие рассказа — «На постоялом дворе». В заключительном рассказе Бунин убивает своего лирического героя, автора. Работая над рассказом, Бунин, чтобы почувствовать Испанию, найти нужные краски, читал «Дон Кихота» Сервантеса. Он писал Н. А. Тэффи 6 марта 1949 года: «…теперь одолеваю „Дон Кихота“… в тщетной надежде зацепиться хоть за что-нибудь испанское…»

## Адаптации

### Театральные постановки
- 1993 — «Тёмные аллеи», пост. Виктор Панов. Архангельский областной молодёжный театр
- 1995 — «Тёмные аллеи» (балет на музыку С. Рахманинова и А. Вертинского), реж. Эдвальд Смирнов. Русский камерный балет «Москва»[6]
- 2002 — «Тёмные аллеи» (театральная фантазия), реж. Григорий Козлов. Театр Юных Зрителей им. Брянцева
- 2003 — «Тёмные аллеи» (истории любви), реж. Наталья Плавинская. Тверской областной академический театр драмы[7]
- 2008 — «Возлюбленная нами» (Amata nobis…), реж. Герман Энтин. Московский драматический театр им. М. Н. Ермоловой[8]
- 2009 — «Тверской бульвар», реж.-пост. Олег Юмов. Омский государственный драматический «Пятый театр»[9]
- 2009 — «Тёмные аллеи» (история любви в 2-х действиях) по пьесе Ольги Никифоровой, реж. Олег Рыбкин. Красноярский драматический театр им. Пушкина[10]
- 2010 — «В тёмных аллеях», реж.-пост. Надежда Ковалёва. Нижегородский театр «Комедія»[11]
- 2011 — «Тёмные аллеи» (мелодрама в двух действиях), реж. Тимур Насиров. Магнитогорский драматический театр им. Пушкина[12]
- 2011 — «Тёмные аллеи», реж. Ксения Торская. Томский театр Юного зрителя
- 2011 — «Тёмные аллеи» («Песнь песней»), реж. Светлана Кремаренко. Новосибирский театр-студия «Струна»
- 2011 — «Катя, Соня, Поля, Галя, Вера, Оля, Таня…», реж. Дмитрий Крымов. «Школа драматического искусства» совместно с Центром им. Вс. Мейерхольда[13]
- 2012 — «Тёмные аллеи» (трагикомедия на троих), реж. Всеволод Чубенко. «Свой театр» (г. Вологда)
- 2015 — «Тёмные аллеи» (всполохи любви в двух частях), реж. Владимир Филонов. Студия-театр «Манекен» (г. Челябинск)
- 2015 — «Грамматика любви», реж. Анна Дубровская, Театральный институт им. Бориса Щукина (дипломный спектакль)

### Экранизации
- 1977 — Тёмные аллеи (короткометражный телефильм Эстонского телевидения, реж. Вирве Аруоя)
- 1982 — Два голоса (новелла «Тёмные аллеи»)
- 1989 — Несрочная весна (по мотивам рассказов «Несрочная весна», «Руся», «Князь во князьях», «Мухи», «Журавли», «Кавказ», повести «Суходол», дневниковых записей)
- 1988 — Грамматика любви (по рассказам «Таня», «В Париже», «Холодная осень», «Грамматика любви»)
- 1990 — Холодная осень (по одноимённому рассказу)
- 1991 — Тёмные аллеи (по рассказу «Руся»)
- 1994 — Посвящение в любовь (по рассказам «Лёгкое дыхание», «Холодная осень», «Качели»)
- 1994 — Лето любви (по рассказу «Натали»)
- 1995 — Мещерские (по рассказам «Натали», «Таня», «В Париже»)
- 1996 — Обыкновенная повесть (по рассказу «Тёмные аллеи»)
- 1999 — Чистый понедельник (по рассказам «Чистый понедельник», «Часовня»)
- 2004 — «Тёмные аллеи», короткометражный фильм; режиссёр: Игорь Зайцев (II)

### Радиопостановки
- 1956 — «Тёмные аллеи» (читает Елена Полевицкая), «Ворон» (читает Василий Топорков)
- 1979 — «Тёмные аллеи» (читает Андрей Попов) слушать, «Муза» (читает Вячеслав Тихонов) слушать, «Руся» (читает Игорь Горбачёв)
- 1971 — «В Париже» (читает Эммануил Каминка) слушать
- 1980 — «Волки» (читает Виктор Хохряков), «Качели» (читает Никита Подгорный)
- 1989 — «В кругу Бунина» (по рассказам «Натали», «Холодная осень», «Тёмные аллеи») (реж. Алексей Баталов, исполняют: Алексей Баталов, Всеволод Ларионов, Ия Саввина, Вячеслав Тихонов, Людмила Полякова, Евгения Симонова, Игорь Костолевский, Лев Любецкий, Мария Постникова, Михаил Погоржельский, Игорь Верник, Ольга Шлыкова, Михаил Давыдко, Алексей Борзунов, Сергей Бунтман) слушать
- 1990 — «Чистый понедельник» (реж. Александр Валенский, читает Георгий Тараторкин) слушать, «Поздний час» (читает Анатолий Адоскин) слушать, «Холодная осень» (читает Марина Пастухова)
- 1995 — «В Париже» (реж. Алексей Баталов, в ролях: Всеволод Ларионов, Алексей Баталов, Мария Постникова) слушать
- 1997 — «Ворон» (читает Виктор Зозулин)
- 2002 — «Таня» (реж. Владимир Шведов, в ролях: Борис Иванов, Янина Лисовская, Александр Быков, Ольга Чуваева)
- 2002 — «Тёмные аллеи», «Натали», «Пароход „Саратов“» (читают Александр Котов, Нина Лунёва)
- 2006 — «Чистый понедельник» (читает Станислав Ландграф) слушать
- 2006 — «Натали» (реж. Борис Эрин, читают: Ольга Васильева, Дмитрий Назаров)
- 2007 — «Натали» (реж. Галина Дмитренко, в ролях: Вячеслав Захаров, Марианна Мокшина, Мария Мещерякова, Наталья Виноградова, Владимир Крылов, Евгений Баранов) слушать
- 2007 — «Грехи любви» (рассказы «Тёмные аллеи», «Пароход „Саратов“», «Кума», «Красавица», «Ночлег», «Месть», «Таня») (реж. Борис Эрин, читают: Ольга Васильева, Дмитрий Назаров)
- 2008 — «Грехи любви» (рассказы «В Париже», «Галя Ганская», «Генрих», «Мадрид», «Чистый понедельник») (реж. Борис Эрин, читают: Ольга Васильева, Дмитрий Назаров)
- 2008 — «В такую ночь» (по рассказам «Галя Ганская», «В ночном море», «Тёмные аллеи») (реж. Евгения Бабич, в ролях: Татьяна Аксюта, Татьяна Весёлкина, Герман Юшко, Александр Котов, Нина Коновалова, Александр Галевский, Виталий Стремовский, Александр Бордуков, Олег Форостенко) слушать